# Bogatynia

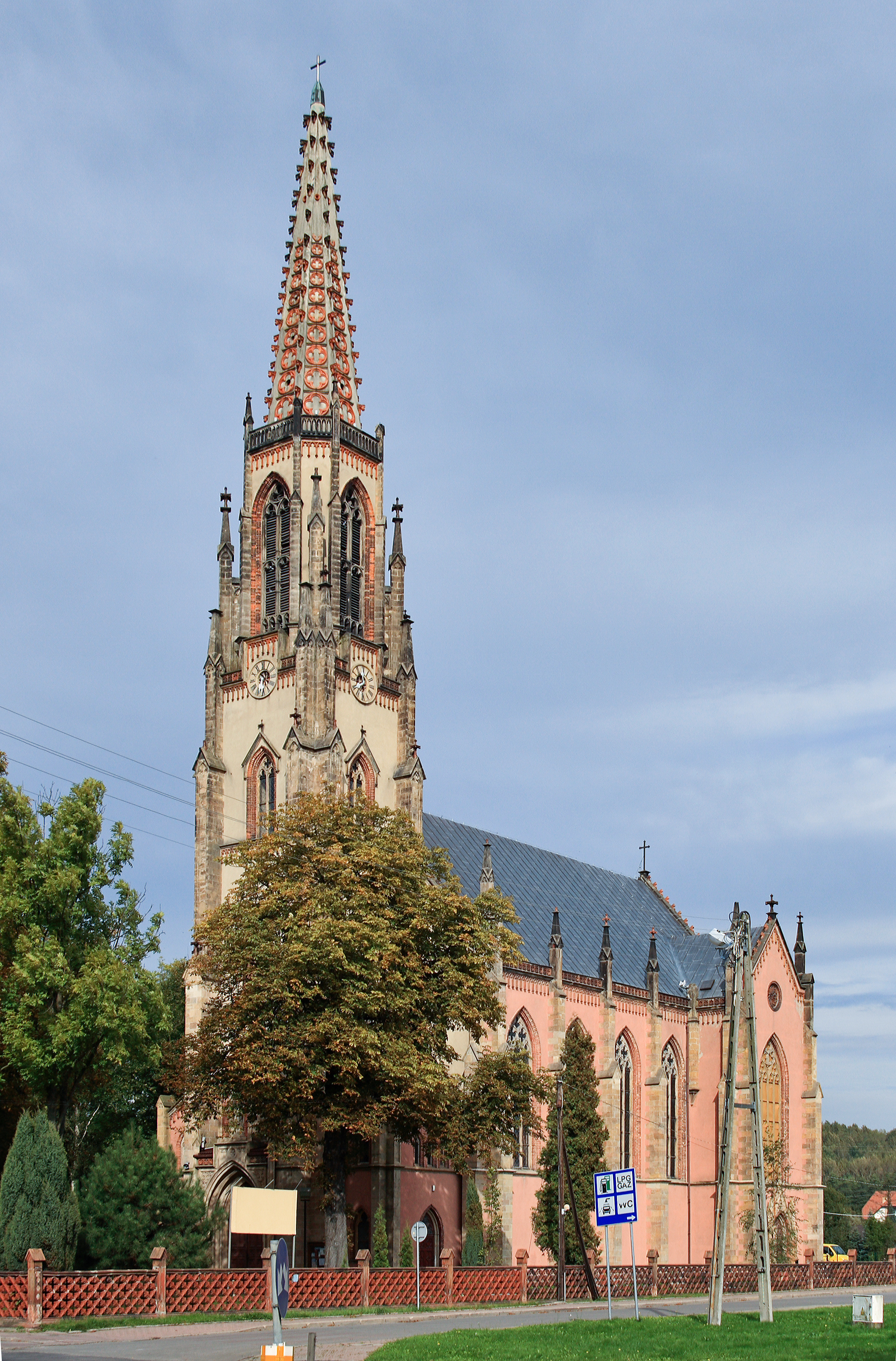
Kirche der Unbefleckten Empfängnis der Seligen Jungfrau Maria

Bogatynia [bɔgaˈtɨɲa] (deutsch Reichenau in Sachsen) ist eine Stadt im Dreiländereck Deutschland–Polen–Tschechien, im äußersten Südwesten Polens. Die Stadt liegt am Erlichtbach im Powiat Zgorzelecki, der zur Woiwodschaft Niederschlesien gehört. Wichtigste Erwerbszweige sind der Braunkohletagebau und die Kohleverstromung im Kraftwerk Turów. Zwischen Zittau und dem Stadtteil Sieniawka besteht ein Grenzübergang. Die Stadt gehört der Euroregion Neiße an.

## Geographische Lage
|  |  |

Die Ortschaft liegt in der Oberlausitz am Fluss Küpper, etwa 27 Kilometer südlich von Görlitz. Im Westen grenzt das Stadtgebiet an Deutschland (Freistaat Sachsen), im Süden und Osten an die Tschechische Republik (Liberecký kraj).

## Geschichte
Im Jahr 1262 wurde der Ort erstmals als Richinowe in einer Urkunde des Zisterzienserklosters St. Marienthal bei Ostritz erwähnt.
1635 kam er wie die gesamte Oberlausitz unter die Herrschaft des sächsischen Kurfürsten. Ortsherrschaften waren zu dieser Zeit das Kloster Marienthal und die Stadt Zittau.
Von der Mitte des 19. Jahrhunderts bis 1939 gehörte Reichenau zur sächsischen Amtshauptmannschaft Zittau. Reichenau war Verwaltungssitz für die umliegenden Gemeinden, entwickelte sich zu einem Industrieort und Zentrum des Oberlausitzer Braunkohlenbergbaus, besaß aber nur den Status eines Marktfleckens.

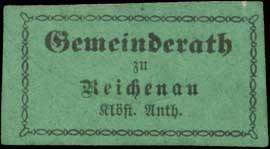
Reichenau Klösterlicher Anteil – Siegelmarke

1856 erhielt Reichenau ein königlich sächsisches Gerichtsamt.
1904 wurden die bis dahin selbständigen Gemeinden „Reichenau-Klösterlicher Anteil“ und „Reichenau-Zittauer Anteil“ zur Gemeinde Reichenau in Sachsen vereinigt.
Bis 1945 gehörte Reichenau zum Landkreis Zittau im Regierungsbezirk Dresden-Bautzen des Landes Sachsen des Deutschen Reiches.
In den letzten Kriegstagen des Zweiten Weltkriegs griffen sowjetische Flugzeuge am 22. April 1945 Reichenau an. Das Bombardement forderte mehrere Tote und Verletzte, dabei wurden auch der Bahnhof und Schmalspurbahn getroffen. Im Mai 1945 wurde die Stadt von der Roten Armee besetzt und zunächst in die sowjetische Besatzungszone eingegliedert, um dann im Sommer 1945 unter polnische Verwaltung gestellt zu werden. Anschließend wurden die deutschen Bewohner von der örtlichen polnischen Verwaltungsbehörde aus Reichenau vertrieben. Die neu angesiedelten Bewohner kamen zum Teil aus den an die Sowjetunion gefallenen Gebieten östlich der Curzon-Linie. Die Ortschaft, die nun Rychwald genannt wurde, erhielt Stadtrecht. 1947 führten die Polen für Reichenau die Ortsbezeichnung Bogatynia ein (poln. bogaty = „reich“).
Der Ort umfasst das einzige Gebiet östlich der Oder-Neiße-Linie, das vorher sächsisch und somit nicht ein Teil Preußens (wie Schlesien, Pommern, Ostbrandenburg, Ostpreußen) war. Es umfasst flächenmäßig ca. 40 % des alten Landkreises Zittau.
Beim Hochwasser des Erlichtbaches, durch Starkregen an den Westausläufern des Isergebirges ausgelöst, wurde am 7. August 2010 die gesamte Innenstadt überflutet und stark beschädigt.

## Bevölkerungsentwicklung
| Jahr | Einwohner | Anmerkungen |
| ---- | --------- | ----------- |
| 1933 | 7130      | [ 2 ]       |
| 1939 | 6782      | [ 2 ]       |

## Sehenswürdigkeiten
- In dem Ort gibt es etliche Umgebindehäuser, so in der Straße ul. I Maja die Nummern 1, 2, 3 (Weberhaus mit Steinportal), 4, 5 (Weberhaus mit Steinportal) und 6, in der ul. Kościuszki 2 (Weberhaus), sowie am pl. Bohaterów Warszawy Nr. 2, 3 (ein ehemaliger Gasthof) und 4.[3]

- Von 1863 bis 1868 wurde die heutige katholische Pfarrkirche der Unbefleckten Empfängnis der Seligen Jungfrau Maria im neugotischen Stil nach Plänen des Zittauer Architekten Carl August Schramm errichtet.

- Kirche der heiligen Apostel Peter und Paul (Kościół Świętych Apostołów Piotra i Pawła). Das Gebäude wurde im 17. Jahrhundert errichtet und 1752 sowie 1823–25 umgebaut. Bis 1945 wurde die Kirche von protestantischen Gläubigen genutzt, heute ist sie katholisch.

## Wirtschaft
Der Braunkohlentagebau Herkules bei Turoszów (Türchau), der das Kraftwerk in Hirschfelde versorgte, wurde zum Großtagebau erweitert und bei Seitendorf (Zatonie) das polnische Kraftwerk Turów errichtet. Der Tagebau hat inzwischen die Neiße erreicht und sämtliche Orte nordwestlich, westlich und südwestlich von Reichenau verschlungen.
Die verbliebenen Orte in der Umgebung sind nach Bogatynia eingemeindet, sowohl Kraftwerk als auch Tagebau befinden sich nun auf der Stadtflur von Bogatynia.

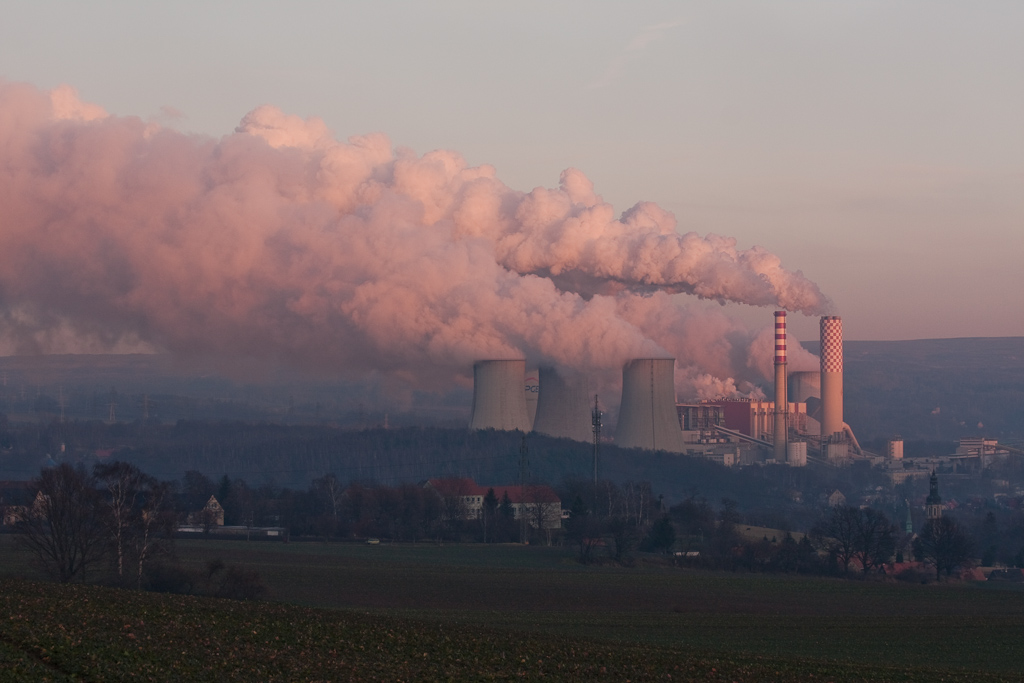
Kraftwerk Turów

## Verkehr
1884 wurde die Schmalspurbahn von Zittau über Reichenau nach Markersdorf (Markocice) eingeweiht, die 1900 bis nach Hermsdorf (Heřmanice u Frýdlantu) in Böhmen verlängert wurde, wodurch ein Anschluss an die Bahn nach Friedland (Frýdlant v Čechach) hergestellt wurde. Diese Bahnverbindung wurde 1945 an den Staatsgrenzen unterbrochen und 1961 gänzlich eingestellt.
Am 8. Mai 1960 erhielt die Stadt einen Bahnhof an der neu eröffneten normalspurigen Bahnstrecke Mikułowa–Bogatynia (Nikolausdorf–Reichenau).

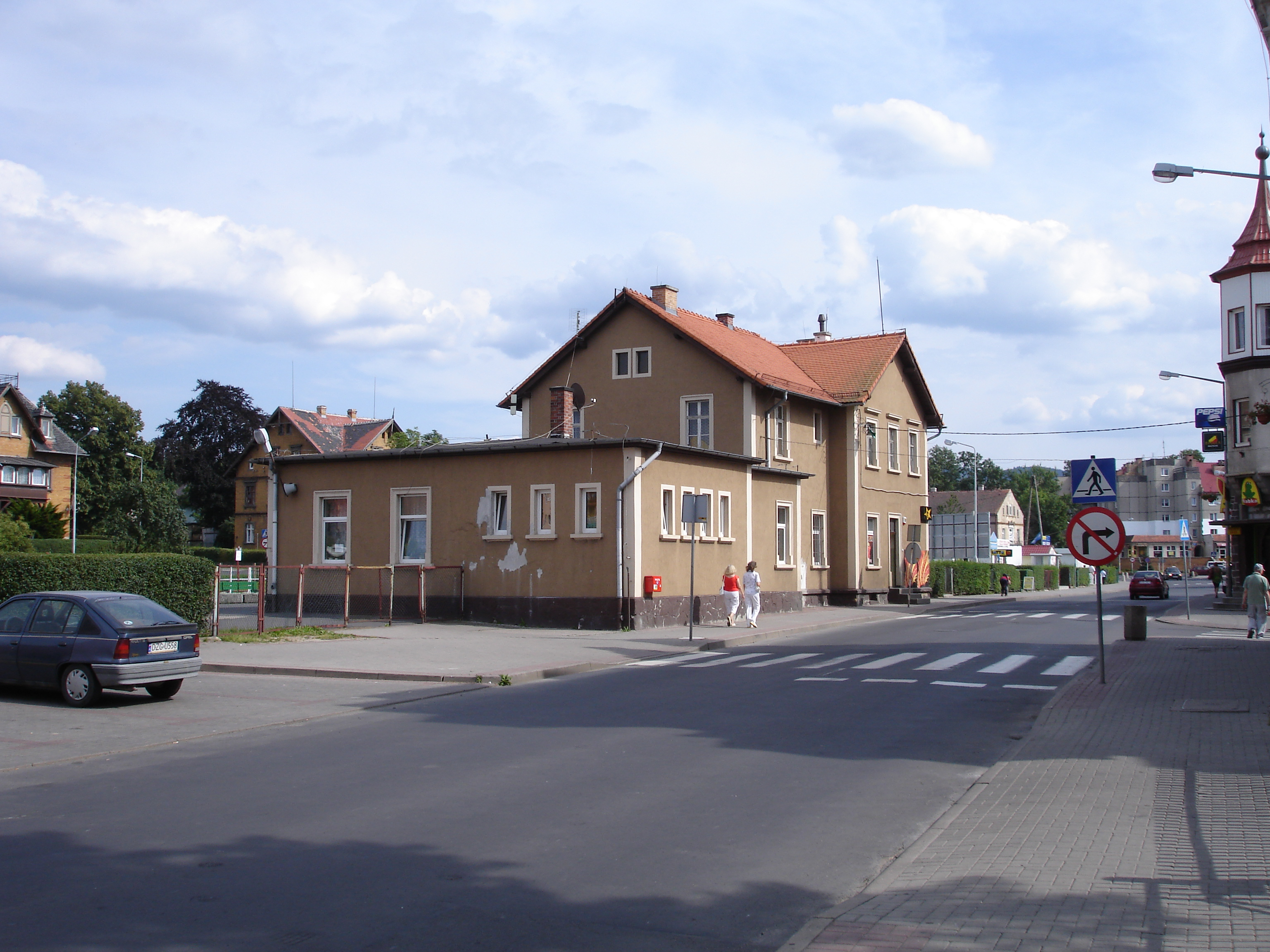
Ehemaliger Bahnhof an der Schmalspurbahn Zittau–Hermsdorf; heute Busbahnhof (2011)

## Gemeinde
Die Stadt-und-Land-Gemeinde Bogatynia umfasst ein Territorium von 136 km² und hat ca. 25.000 Einwohner.
Zu ihr gehören folgende Orte:
- Białopole (Sommerau)

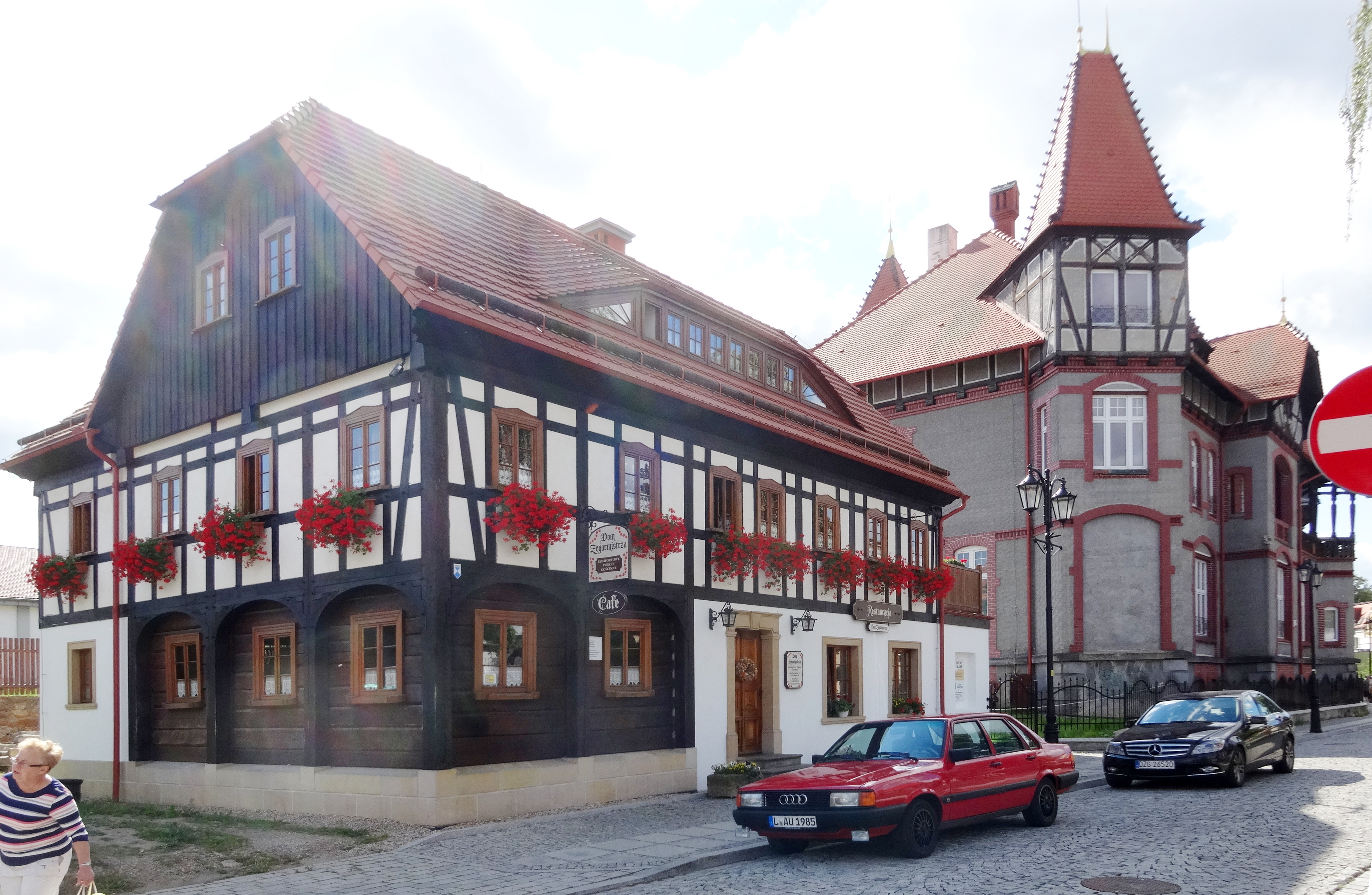
Umgebindehaus Uhrmacherhaus (Dom Zegarmistrza)

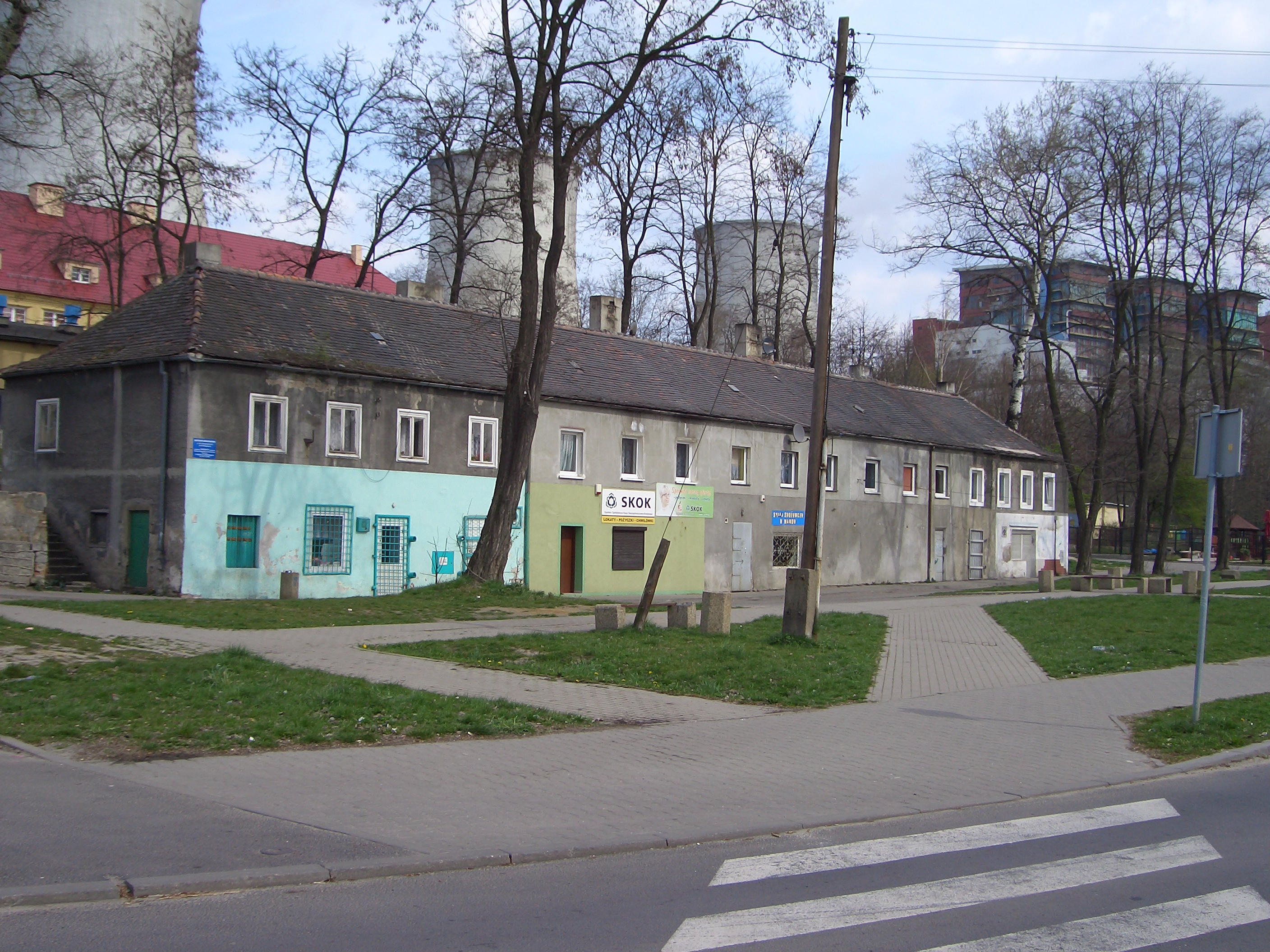
Ehemalige Wohnhäuser für Lehrkräfte der Zentralschule Hirschfelde, im Hintergrund Gebäude des Elektrizitätswerks Turow

- Biedrzychowice Górne (Friedersdorf) mit Pasternik (Zittel), beide aufgelassen
- Bogatynia (Reichenau) mit Markocice (Markersdorf)
- Bratków (Blumberg)
- Działoszyn (Königshain)
- Gościszów (Gießmannsdorf), aufgelassen
- Jasna Góra (Lichtenberg)
- Kopaczów (Oberullersdorf) mit Luptin
- Krzewina (Grunau)
- Lutogniewice (Schönfeld)
- Opolno Zdrój (Bad Oppelsdorf) mit Wald
- Porajów (Großporitsch)
- Posada (Rusdorf)
- Rybarzowice (Reibersdorf)
- Sieniawka (Kleinschönau) mit Kleinporitzsch
- Strzegomice (Dornhennersdorf), aufgelassen
- Trzcieniec (Rohnau)
- Turoszów (Türchau) mit Trzciniec Dolny (Lehde) und Scharre
- Wigancice Żytawskie (Weigsdorf), im Jahre 2000 aufgelassen
- Wolanów (Friedreich)
- Wyszków (Maxdorf)
- Zatonie (Seitendorf)

Die Dörfer Gościszów, Pasternik, Biedrzychowice Górne, Strzegomice und Wigancice Żytawskie fielen dem Braunkohlenabbau zum Opfer. Teilweise sind davon auch die Orte Turoszów, Zatonie, Opolno Zdrój und Bogatynia betroffen.

## Städtepartnerschaften im Dreiländereck
- Zittau, Deutschland
- Hrádek nad Nisou (deutsch Grottau), Tschechien

## Söhne und Töchter der Stadt
- Johann Gottfried Schicht (1753–1823), Thomaskantor und Gewandhauskapellmeister
- Benjamin Gottlieb Rösler (1769–1833), deutscher Theologe, Komponist und Organist
- Gottlieb Kiessling (1777–1848), Rektor des Stiftsgymnasiums in Zeitz und Altphilologe
- Ernst Friedrich Apelt (1812–1859), philosophischer Schriftsteller
- Carl August Preibisch (1819–1877), Textil-Fabrikant
- Oskar Preibisch (1842–1910), Politiker und Großfabrikant
- Hans Schultze-Görlitz (1878–1952), deutscher Maler und Grafiker
- Alwin Paul (1879–1971), deutscher Anglistiker und Hochschullehrer
- Erich Krenkel (1880–1964), Geologe und Professor an der Universität Leipzig
- Karl Julius Sommer (1883–1962), Komponist, Musikschriftsteller und Hochschullehrer
- Walther Herrmann (1884–1979), Lehrer und Heimatforscher
- Richard Blasius (1885–1968), Oberlausitzer Heimatdichter
- Karl Paul (1890–1969), deutscher Maler und Grafiker
- Frida Hockauf (1903–1974), Weberin mit Vorbildcharakter in der DDR
- Hilde Flex (1921–1998), Schriftstellerin
- Gunther Leupolt (1922–2017), Pädagoge, Studienrat und Autor heimatgeschichtlicher Literatur der Oberlausitz
- Kurt David (1924–1994), Schriftsteller
- Herbert Bernig (1931–2020), Offizier der NVA, Flottillenchef und Konteradmiral der Volksmarine
- Werner Dittrich (* 1937), Gewichtheber
- Sylwia Ejdys (* 1984), Mittelstreckenläuferin
- Magda Kamińska (* 1986), Squashspielerin
- Mateusz Trochanowski (* 1992), Fußballtorhüter